# 皮斯加 (密蘇里州)
皮斯加（英語：Pisgah）是位於美國密蘇里州庫珀縣的非建制地區。

## 歷史
皮斯加的郵局於1848年設立，其後於1910年停運。

## 地理
皮斯加所處的海拔為高於海平面254米（即833英呎），而該地所採用的時區為UTC-6，即北美中部時區（CST）。同時該地設有夏令時間，為UTC-6調快一小時，即UTC-5（CDT）。